# Moyrazès
Moyrazès (okzitanisch: Moirasés) ist eine französische Gemeinde im Département Aveyron mit 1.085 Einwohnern (Stand: 1. Januar 2022) in der Region Okzitanien. Sie gehört zum Arrondissement Villefranche-de-Rouergue und zum Kanton Ceor-Ségala. Die Bewohner werden Moyrazèsois und Moyrazèsoises genannt.

## Geografie
Moyrazès liegt in einem der südwestlichen Ausläufer des Zentralmassivs auf dem Plateau Ségala in der historischen Provinz Rouergue, etwa acht Kilometer westlich von Rodez am Aveyron, der die Gemeinde im Norden begrenzt. Umgeben wird Moyrazès von den Nachbargemeinden Clairvaux-d’Aveyron im Norden, Druelle Balsac im Norden und Nordosten, Baraqueville im Osten und Süden, Boussac im Südwesten, Colombiès im Westen sowie Mayran im Nordwesten.

## Bevölkerungsentwicklung
| Jahr                       | 1962 | 1968 | 1975 | 1982 | 1990 | 1999 | 2006 | 2019 |
| -------------------------- | ---- | ---- | ---- | ---- | ---- | ---- | ---- | ---- |
| Einwohner                  | 1542 | 1461 | 1382 | 1130 | 1087 | 1109 | 1100 | 1080 |
| Quellen: Cassini und INSEE |      |      |      |      |      |      |      |      |

## Sehenswürdigkeiten
- Kirche Saint-Médard
- Schloss Le Cayla
- Reste der früheren Burg Moyrazès

## Persönlichkeiten
- Antoine Boutonnet (1802–1868), Bischof von Basse-Terre et Pointe-à-Pitre (1862–1868)